# I. e. 9
Évszázadok: i. e. 2. század – i. e. 1. század – 1. század
Évtizedek: i. e. 50-es évek – i. e. 40-es évek – i. e. 30-as évek – i. e. 20-as évek – i. e. 10-es évek – i. e. 1-es évek – 1-es évek – 10-es évek – 20-as évek – 30-as évek – 40-es évek
Évek: i. e. 14 – i. e. 13 – i. e. 12 – i. e. 11 –  i. e. 10 – i. e. 9 – i. e. 8 – i. e. 7 – i. e. 6 – i. e. 5 – i. e. 4

## Események

### Római Birodalom
- Nero Claudius Drusust és Titus Quinctius Crispinus Sulpicianust választják consulnak.
- Drusus folytatja germániai hadjáratát. Súlyos vereséget mér a markomannokra, akik Maroboduus vezetésével a Majna vidékéről keletre, a mai Csehország területére vándorolnak. Drusus feldúlja a Chatti, Cherusci és a szvéb törzs területét, majd a mai Magdeburg térségében eléri az Elbát. A visszaúton leesik a lováról és súlyosan megsebesül. Testvére, Tiberius sietve felkeresi, de röviddel később, egyhónapos betegeskedés után Drusus meghal.
- Tiberius annektálja Pannoniát és beszervezi Illyricum provinciába.
- Titus Livius befejezi a "A római nép történetét".
- Felszentelik az Ara Pacis Augustae-t (Augustus békéjének oltárát).

### Közel-Kelet
- Megmérgezik III. Obodasz nabateus királyt. Utóda IV. Aretasz.

## Születések
- Han Ping-ti, kínai császár
- Quintus Asconius Pedianus, római történetíró

## Halálozások
- Nero Claudius Drusus, Augustus mostohafia és tervezett örököse.

## Fordítás
- Ez a szócikk részben vagy egészben  a(z)   9 av. J.-C. című francia Wikipédia-szócikk ezen változatának fordításán alapul.  Az eredeti cikk szerkesztőit annak laptörténete sorolja fel. Ez a jelzés csupán a megfogalmazás eredetét és a szerzői jogokat jelzi, nem szolgál a cikkben szereplő információk forrásmegjelöléseként.